# Televisão nos Países Baixos
´
A televisão nos Países Baixos teve início em 2 de outubro de 1951 durante a primeira metade da noite. O primeiro programa transmitido foi uma série de drama de um estúdio em Bussum. No país, o mercado de televisão é dividido entre várias redes comerciais, como a RTL Nederland, e um sistema de radiodifusores públicos que compartilham três canais, NPO 1, NPO 2 e NPO 3. Programas importados (exceto aqueles para crianças), bem como entrevistas de notícias com respostas em uma língua estrangeira, são quase sempre exibidos em seu idioma original, com legendas.

## Recepção
Na Holanda, a televisão pode ser assistida como analógica ou digital (esta última com a opção de HDTV ou 3D). Ao longo de 2013, 78,3% dos telespectadores holandeses receberam televisão digitalmente. Assistir televisão analógica só pode ser feito através da maioria dos operadores de cabo e algumas fibras para os provedores domésticos, uma vez que o governo holandês terminou a recepção via ondas de rádio em 2006. Assistir a televisão digital é possível através de uma variedade de maneiras, sendo as mais comuns:
- Televisão digital por tv a cabo (na maioria dos casos através de um decodificador com um cartão inteligente ou através de um módulo de acesso condicional).
  - A Ziggo é a principal fornecedora de televisão a cabo na Holanda.
- Televisão por satélite
  - CanalDigitaal e Joyne são os dois provedores de satélite.
- Televisão Digital Terrestre
  - A KPN Digitenne é o único provedor terrestre.
- Televisão pela Internet (IPTV)
  - A KPN (subsidiárias Telfort e XS4ALL) e a Tele2 são os dois maiores fornecedores de IPTV.
- Fibra em casa
  - A KPN é a principal operadora da FTTH, com suas subsidiárias KPN Glasvezel, Glashart e Reggefiber.

Quais canais de televisão podem ser recebidos depende muito do operador e, na maioria dos casos, também do pacote de canais pago. No entanto, existe uma pequena seleção de canais que todo operador deve carregar. Desde 2014, estes são os seguintes canais:
- NPO 1
- NPO 2
- NPO 3
- Eén (Flanders (Belgicá))
- Canvas (Flanders (Belgicá))
- Ketnet (Flanders (Belgicá))
- Emissoras regionais (provinciais) (quando disponíveis)
- Emissora local (quando disponível)

## Canais públicos
A Holanda tem três canais nacionais de televisão com financiamento público (NPO). Esses canais só podem gerar uma quantia máxima fixa de dinheiro com anúncios publicitários. Esses comerciais nunca interrompem as transmissões e são exibidos apenas entre shows. As organizações de radiodifusão que usam esses canais são basicamente representativas da sociedade holandesa. Cada empresa de radiodifusão tem membros e o número de membros dá a eles um status que é conectado ao número de horas de transmissão. Se você está planejando 'ir a público' na televisão holandesa, você precisa ter 50.000 membros e algo novo para adicionar ao conglomerado de radiodifusão existente. A concessão ou recusa de entrada é decidida politicamente sob a orientação da opinião pública.
Em 2005, houve um debate político agudo sobre os planos do governo de cortar o financiamento para as emissoras públicas e abolir a emissora estatutária NPS.

### Nacional
Os três canais de televisão nacionais são:
- NPO 1
- NPO 2
- NPO 3

### Temático
Os cinco canais de televisão digital fornecidos pela organização Nederlandse Publieke Omroep são:
- NPO 1 Extra / NPO Zapp Xtra
- NPO 2 Extra
- NPO 3 Extra
- NPO Nieuws
- NPO Politiek / NPO Sport

### Internacional
Existe também um canal público internacional:
- BVN, partilhada com o canal televisivo flamengo VRT, da Bélgica. Mostra o melhor da televisão pública holandesa e flamenga, especificamente para espectadores holandeses e flamengos no exterior.

### Regional
A maioria das regiões e províncias tem também o seu próprio canal de televisão. Estes também recebem financiamento do governo:
- AT5 (Grande Amesterdã)
- Omrop Fryslân (Frísia), em Frísio ocidental
- RTV Noord (Groninga)
- RTV Drenthe (Drente)
- RTV Oost (Overissel)
- Omroep Flevoland (Flevolândia)
- TV Gelderland (Guéldria)
- RTV Utrecht (Utreque)
- NH (Holanda do Norte)
- RTV Rijnmond (Roterdã)
- TV West (Holanda do Sul)
- L1 Televisie (Limburgo)
- Omroep Brabant TV (Brabante do Norte)
- Omroep Zeeland (Zelândia)

## Canais comerciais

### RTL Nederland
- RTL 4
- RTL 5
- RTL 7
- RTL 8
- RTL Z
- RTL Crime
- RTL Lounge
- RTL Telekids[5]

### Talpa Network
- Talpa TV
  - NET 5
  - SBS 6
  - Veronica
  - SBS 9
- TV 538

### Viacom International Media Networks Europe
- Comedy Central
- Comedy Central Family
- Comedy Central Extra
- MTV
- MTV Brand New
- MTV Live HD
- MTV Music 24
- Nickelodeon
- Nick Jr.
- Nick Toons
- Nick Music
- Spike
- VH1 Europe
- VH1 Classic Europe

### Sony Pictures Television
- Film1 Premiere
- Film1 Action
- Film1 Family
- Film1 Drama

### Ziggo
- Ziggo Sport
- Ziggo Sport Select
- Ziggo Sport Voetbal
- Ziggo Sport Golf
- Ziggo Sport Racing
- Ziggo Sport Extra 1
- Ziggo Sport Extra 2
- Ziggo TV

### AMC Networks International
- AMC Networks International Zone
  - AMC
  - CBS Reality, joint venture com CBS
  - Extreme Sports Channel, joint venture com a Outdoor Channel Holdings Inc.
  - Outdoor Channel,
- ShortsTV, joint venture com a Shorts International

### NBCUniversal International Networks
- E!
- CNBC Europe
- Euronews (25%)

### Fox Networks Group Benelux
- 24Kitchen
- BabyTV (distribuído pela Fox International Channels)
- Fox (através da Eredivisie Media & Marketing CV)
- Fox Sports (através da Eredivisie Media & Marketing CV)
  - Fox Sports Eredivisie, 3 canais de televisão paga (através da Eredivisie Media & Marketing CV)
  - Fox Sports International, 3 canais de televisão paga (através da Eredivisie Media & Marketing CV)
- National Geographic
- Nat Geo Wild
- Sky News (distribuído pela Fox International Channels)

### Discovery Networks Benelux
- Animal Planet
- Discovery
- Discovery Science
- Discovery World
- Eurosport 1
- Eurosport 2
- Fine Living
- Food Network
- Investigation Discovery
- TLC
- Travel Channel

### Disney–ABC Television Group
- Disney XD, anteriormente conhecido como Jetix.
- Disney Channel
- Disney Junior
- A&E Networks UK (joint venture com Sky plc)
  - History
  - Crime & Investigation Network
  - Viceland (20%)

### BBC Studios
- BBC Entertainment
- BBC First
- BBC World News

### Turner Broadcasting System Europe
- Cartoon Network
- Boomerang
- CNN International

### Stingray Digital
- Stingray Brava
- Stingray Djazz
- Stingray iConcerts
- Stingray Lite TV

### Muziekkiosk
- Nashville TV
- SchlagerTV
- TV Oranje

### RadioCorp BV
- 100% NL TV
- Slam!TV

### Outros
Os seguintes canais comerciais (internacionais) transmitem versões localizadas de seus programas:
- 192TV
- DanceTelevision
- Family 7, canal cristão conservador
- Motorsport.tv
- ONS, Canal da Nostalgia Holandesa
- OutTV, estilo de vida gay
- Pebble TV, canal infantil holandês
- Xite, canal de música holandesa
- AFTV (inglês), disponível em Haia e on-line, destinado a africanos na Holanda
- NOS TV (Papiamento), disponível em Bonaire e online; estação de televisão local de Bonaire.
- RTV-7, (papiamento, inglês); Retransmissão de canais de TV Antillian na Holanda

## Canais domésticos estrangeiros
Embora existam muitas versões localizadas de canais internacionais destinados ao mercado holandês, muitos provedores de televisão também transmitem redes de 'televisão doméstica' como parte do pacote básico de assinaturas. Outros canais 'domésticos' podem ser recebidos como parte de pacotes estendidos. Muitas assinaturas básicas incluem:

### Belgicá
- één (Flanders)
- Canvas (Flanders)
- Ketnet (Flanders)

### Reino Unido
- BBC One
- BBC Two
- BBC Four
- CBBC
- Cbeebies

### Alemanha
- Das Erste
- ZDF
- WDR Fernsehen
- NDR Fernsehen
- RTL
- Sat.1
- 3sat
- Arte Deutschland

### França
- France 2
- TV5 Monde Europe
- Arte France
- Mezzo

### Itália
- Mediaset Italia
- Rai Uno

### Outros
- TVE Internacional (Espanha)
- TRT Türk (Turquia)
- Al Jazeera English
- CGTN

## Alta definição
Na Holanda, os clientes podem receber canais de televisão de alta definição por cabo ou satélite. Não há serviço HD terrestre disponível nem planejado. Os primeiros testes com televisão de alta definição na Holanda começaram em 2006 com a transmissão da Copa do Mundo de 2006 em HD. Após o julgamento, as maiores empresas de cabo continuaram com um serviço HD com um pequeno número de canais como National Geographic Channel HD, Discovery HD Showcase, History HD, Film1 HD e Sport1 HD. Mas porque nenhuma rede holandesa fez a mudança para HD, já transmitida em widescreen e a qualidade do sinal PAL de definição padrão era boa o suficiente para a maioria das pessoas, a demanda era baixa.
Desde os testes de 2006, nenhuma das principais redes holandesas fez a mudança para a HD. Isso mudou no verão de 2008, quando de 1º de junho de 2008 a 24 de agosto de 2008, as organizações holandesas de radiodifusão pública (NPO) disponibilizaram seu canal primário, o NPO 1 temporário, em HD. Isso possibilitou a transmissão do Euro 2008, do Tour de France de 2008 e das Olimpíadas de 2008 em HD, além de permitir que testassem seus sistemas antes do lançamento programado de seu serviço permanente de HD no início de 2009. A NPO planejava lançar seus serviços permanentes. Serviço HD com versões HD de seus três canais NPO 1, NPO 2 e NPO 3. A maior parte da programação nos estágios iniciais consistirá em material upscaled de seus canais pais, como no tempo em que mais programas ficarão disponíveis em HD. A Technicolor Netherlands, empresa responsável pela realização técnica das transmissões dos canais de televisão e rádio da NPO, começou a transmissão de teste NPO 1 HD em 720p/50 no verão de 2008, como recomenda a European Broadcasting Union (EBU). Durante o período de teste, uma versão adicional 1080i / 25 do canal foi disponibilizada para as empresas de cabo por causa de reclamações de qualidade dos telespectadores. Nenhuma informação foi disponibilizada sobre qual será o formato do serviço HD permanente do NPO.
A organização de radiodifusão comercial na Holanda, o SBS Broadcasting Group (NET 5, SBS 6, Veronica) e os canais da RTL Nederland estão atualmente disponíveis em HD via cabo e satélite.
Esta é uma lista não abrangente de canais HD disponíveis nos Países Baixos.
- NPO 1 HD
- NPO 2 HD
- NPO 3 HD
- RTL 4 HD
- RTL 5 HD
- RTL 7 HD
- RTL 8 HD
- RTL Z HD
- SBS 6 HD
- NET5 HD
- Veronica HD
- SBS 9 HD
- Fox HD
- Discovery HD
- Animal Planet HD
- TLC HD
- Investigation Discovery HD
- Discovery Science HD
- Eurosport 1 HD
- Eurosport 2 HD
- Film1 Premiere HD
- Film1 Action HD
- Film1 Family HD
- Film1 Drama HD
- Film1 Sundance HD
- History HD
- National Geographic HD
- Nat Geo Wild HD
- 24Kitchen HD
- Fox Sports 1 Eredivisie HD
- Fox Sports 2 HD
- Fox Sports 3 Eredivisie HD
- Fox Sports 4 HD
- Fox Sports 5 Eredivisie HD
- Fox Sports 6 HD
- Ziggo Sport HD
- Ziggo Sport Select HD
- Ziggo Sport Voetbal HD
- Ziggo Sport Golf HD
- Ziggo Sport Racing HD
- AMC HD
- Food Network HD
- Fine Living HD
- Travel Channel HD
- Stingray Brava HD
- Stingray Djazz HD
- Stingray iConcerts HD
- MTV Live HD
- MTV HD
- Comedy Central HD
- Nickelodeon HD
- Spike HD
- myZen.tv HD
- Fashion TV HD
- E! HD
- Disney Channel HD
- Disney XD HD
- BBC First HD
- DanceTrippin TV HD
- Xite HD
- Viceland HD
- Motorsport.tv HD

Also available on many platforms:
- BBC One HD
- BBC Two HD
- VRT één HD
- VRT Canvas HD
- Das Erste HD
- ZDF HD
- Arte HD
- CNN HD
- BBC World News HD
- Russia Today HD
- Al Jazeera English HD

Os visualizadores de satélite podem receber vários canais em HD adicionais dos países vizinhos ao transmitir de graça para o ar. Mas esses canais não fazem parte dos serviços de alta definição oferecidos na Holanda, nem de programas de transmissão destinados ao mercado holandês.

## Televisão em outros idiomas
Para servir aqueles que têm outro idioma nativo do que o holandês, há poucos canais de televisão na Holanda transmitindo em um dos idiomas regionais da Holanda. Os radiodifusores em inglês geralmente também têm como público-alvo internacional. A maioria desses canais transmite apenas pela Internet ou possui uma área de transmissão muito limitada, com a Omrop Fryslân como a exceção mais notável. Esses canais são:
- Omrop Fryslân (Frísio), emissora regional de acesso público na província da Frísia
- Froeks.tv (Frísio), canal somente na Web para a Frísia
- Radio Netherlands Worldwide (Inglês), produz vodcasts em seu site em inglês
- ThreeNL (inglês), reprises de programas de acesso público holandês, legendados ou legendados em inglês
- AFTV (inglês), disponível em Haia e on-line, destinado a africanos na Holanda
- NOS TV (Papiamento), disponível em Bonaire e online; estação de televisão local de Bonaire.
- RTV-7 (Papiamento, Inglês), disponível em Ziggo, XS4ALL e KPN. Retransmissão de canais de TV Antillian na Holanda